# Asplenium pauperequitum
Asplenium pauperequitum är en svartbräkenväxtart som beskrevs av Patrick J. Brownsey och P.J.Jacks. Asplenium pauperequitum ingår i släktet Asplenium och familjen Aspleniaceae. Inga underarter finns listade.